# 카로 에메랄드
카롤리너 에스메랄다 판 데르 레이우(네덜란드어: Caroline Esmeralda van der Leeuw, 1981년 4월 26일 ~ )는 카로 에메랄드(Caro Emerald)라는 예명으로 잘 알려진 네덜란드의 가수이다.